# کریستینا پیزارو
کریستینا پیزارو (انگلیسی: Cristina Pizarro؛ زادهٔ ۲۰ نوامبر ۱۹۸۹) بازیکن فوتبال اهل اسپانیا است.
از باشگاه‌هایی که در آن بازی کرده‌است می‌توان به باشگاه فوتبال اتلتیکو مادرید و باشگاه فوتبال رئال سوسیداد اشاره کرد.